# Aphonus variolosus
Aphonus variolosus är en skalbaggsart som beskrevs av Leconte 1847. Aphonus variolosus ingår i släktet Aphonus och familjen Dynastidae. Inga underarter finns listade i Catalogue of Life.